# Gustav von Arnim (Generalleutnant)

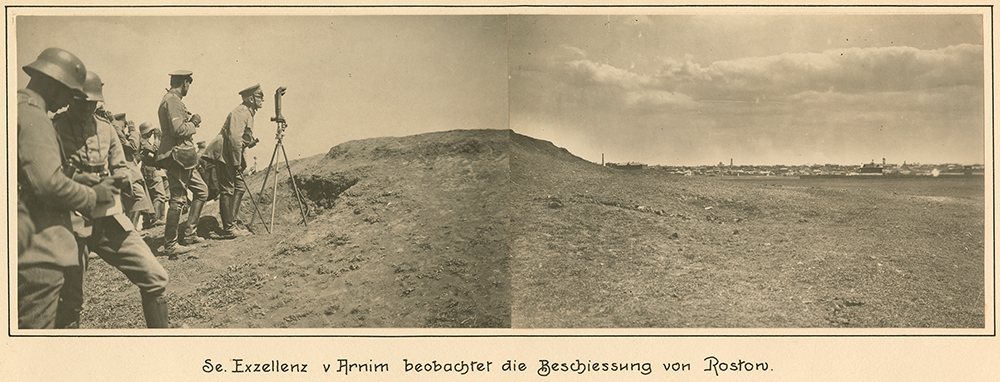
Generalleutnant Gustav von Arnim beobachtet die Beschießung von Rostow am Don (7. oder 8. Mai 1918)

Friedrich Karl Paul Gustav von Arnim (* 18. Juni 1856 in Potsdam; † 6. Oktober 1932 in Berlin) war ein preußischer Generalleutnant im Ersten Weltkrieg.

## Leben
Er entstammte dem Adelsgeschlecht von Arnim und war der Sohn des späteren preußischen Generals der Infanterie Gustav von Arnim und dessen Ehefrau Henriette Friederike Pauline Elisa, geborene Gumtau (1830–1914).
Nach dem Besuch der Ritterakademie Brandenburg studierte Arnim ab 1875 an der Ruprecht-Karls-Universität Heidelberg, der Kaiser-Wilhelms-Universität Straßburg und der Friedrich-Wilhelms-Universität Berlin Rechtswissenschaften. 1876 wurde er Mitglied des Corps Saxo-Borussia Heidelberg. Nach der Promotion zum Dr. jur. und dem Referendarexamen schlug er eine Offizierslaufbahn in der Preußischen Armee ein. 1907 wurde er als Oberst zum Kommandeur des Husaren-Regiments „König Wilhelm I.“ Nr. 7 in Bonn ernannt. Im Jahr seiner Verabschiedung als Regimentskommandeur verlieh ihm sein Kartellcorps Borussia Bonn die Corpsschleife. Er wurde am 22. März 1912 zum Generalmajor befördert und zum Kommandeur der in Karlsruhe stationierten 28. Kavallerie-Brigade ernannt. Später erfolgte seine Beförderung zum Generalleutnant. Während des Ersten Weltkriegs und darüber hinaus kommandierte er mit einer Unterbrechung vom 4. Januar 1918 bis 17. Februar 1919 die 20. Landwehr-Division.
Nach seiner Verabschiedung lebte Arnim in Berlin-Charlottenburg. Er war verheiratet mit Wally von Plötz. Sie hatten einen Sohn.